# Капнист, Дмитрий Алексеевич
Граф (с 15.01.1876) Дмитрий Алексеевич Капнист  (1837—1904) — русский дипломат, директор Азиатского департамента министерства иностранных дел (1891—1896), камергер, тайный советник, сенатор.

## Биография
Происходил из рода Капнистов. Родился 19 (31) марта 1837 года в селе Обуховка Миргородского уезда Полтавской губернии, в семье Алексея Васильевича Капниста.
В 1861 году окончил юридический факультет Императорского Московского университета со степенью кандидата и 22 января 1862 года вступил в службу в министерство внутренних дел, с откомандированием в Земский отдел. В 1863 году был переведён в ведомство иностранных дел, где в 1864 году получил назначение третьим секретарем канцелярии. С 1865 года — младший секретарь миссии в Гааге, а затем посольств в Лондоне (с 1868) и Париже (с 1870); с 1872 года — старший секретарь посольства в Константинополе.
В 1875 году пожалован в звание камергера. С 1876 года — первый секретарь канцелярии министерства, в том же году назначен чиновником особых поручении при государственном канцлере. Через год он стал младшим, а в 1881 году — старшим советником министерства. С 5 декабря 1877 года состоял в чине действительного статского советника.
Был назначен 12 марта 1891 года директором Азиатского департамента. Основной задачей российской политики Капнист считал установление контроля над проливами Босфор и Дарданеллы. Ещё в 1890 году в докладе директору Канцелярии МИД он предлагал при поддержке Германии создать укрепления на берегах Босфора, а берега пролива Дарданеллы оккупировать силами одного из балканских государств, оставив при этом Константинополю статус свободного города. Активно участвовал в урегулировании Ближневосточного кризиса 1894-97 годов, отвергая сотрудничество с британцами по этому вопросу. Наиболее выгодным для России считал «постепенное расчленение» Османской империи на зависимые от османского правительства самостоятельные государства. В данном случае, считал Капнист, турецкий султан будет вынужден обратиться к России за поддержкой. Для поддержания порядка в Константинополе предлагал создать соединённый полицейский корпус. В 1895 году участвовал в Памирском разграничении, благодаря которому граница между Россией и Афганистаном прошла по реке Пяндж. В дипломатических кругах имел репутацию интригана. В 1895 году после смерти министра иностранных дел Николая Карловича Гирса претендовал на самостоятельную роль в проведении внешней политики на восточных направлениях.
В 1896 году участвовал в восстановлении дипломатических отношений с Болгарией и в начале следующего года году оставил должность директора Азиатского департамента в связи с назначением первоприсутствующим в 1-м общем собрании Сената. В отношениях с Японией выступал как сторонник заключения русско-японского соглашения о разграничении сфер влияния на Дальнем Востоке. Опасаясь будущих осложнений, был против строительства Китайско-Восточной железной дороги.
В 1885 году, 30 апреля, был произведён в тайные советники и назначен почётным опекуном в Московское, а с 1891 года — в Санкт-Петербургское присутствие опекунского совета учреждений Императрицы Марии.
Член Санкт-Петербургского славянского благотворительного общества. Почётный мировой судья Лебединского округа (1882).
Умер от порока сердца в Ялте 11 (24) июля 1904 года. После отпевания в Соборе Святого Александра Невского был похоронен на Аутском кладбище.

## Награды
российские
- орден Св. Станислава 3-й ст. (1865)
- орден Св. Владимира 3-й ст. (1879)
- орден Св. Станислава 1-й ст. (1883)
- орден Св. Анны 1-й ст. (1891)
- орден Белого орла
- орден Св. Владимира 2-й ст.
- орден Св. Александра Невского (1903)

иностранные
- нидерландский орден Дубового венка 4-й ст. (1868)
- вюртенбергский орден Фридриха, командорский крест (1871)
- французский орден Почётного легиона, кавалерский крест (1872)
- турецкий орден Османие 3-й ст. (1874)
- черногорский орден князя Даниила I 1-й ст. (1882)
- персидский орден Льва и Солнца 1-й ст. (1882)
- японский орден Восходящего солнца 1-й ст. (1891)
- сербский орден Такова 1-й ст. (1892)
- бухарский орден Золотой звезды с алмазами (1893)
- турецкий орден Меджидие 1-й ст.
- китайский орден Двойного дракона 2-й ст. 1-го кл.
- болгарский орден Святого Александра 1-й ст.